# Chester Heights
Chester Heights es un borough ubicado en el condado de Delaware en el estado estadounidense de Pensilvania. En el año 2000 tenía una población de 2,481 habitantes y una densidad poblacional de 457 personas por km².

## Geografía
Chester Heights se encuentra ubicado en las coordenadas 39°53′22″N 75°28′15″O / 39.88944, -75.47083

## Demografía
Según la Oficina del Censo en 2000 los ingresos medios por hogar en la localidad eran de $70,236 y los ingresos medios por familia eran $74,375. Los hombres tenían unos ingresos medios de $51,835 frente a los $43,750 para las mujeres. La renta per cápita para la localidad era de $37,707. Alrededor del 4.3% de la población estaba por debajo del umbral de pobreza.

## Economía

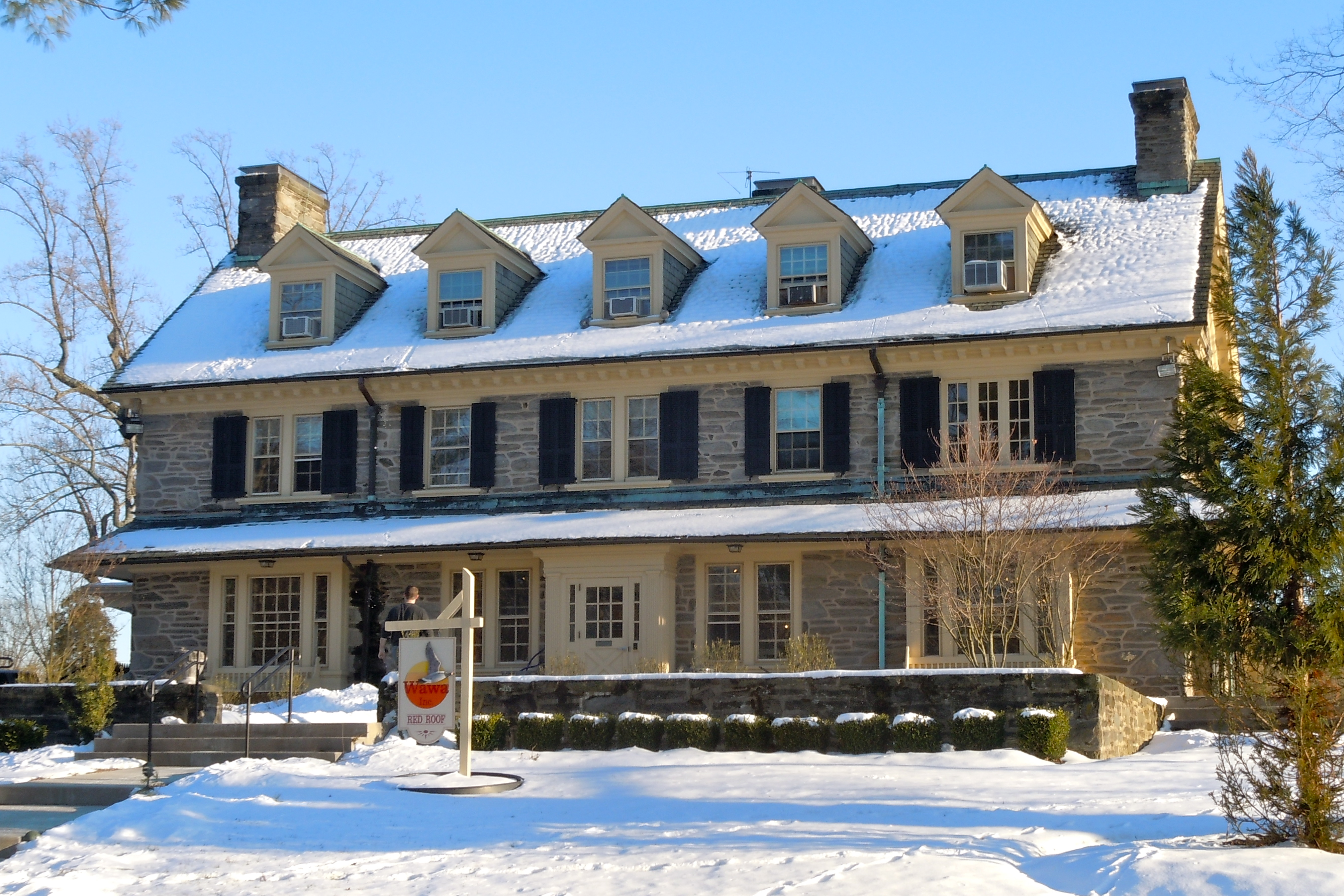
Sede de Wawa Food Market

Chester Heights tiene la sede de Wawa Food Market.